# Ferring, West Sussex
Ferring är en ort och civil parish i Storbritannien.   Den ligger i grevskapet West Sussex och riksdelen England, i den södra delen av landet, 80 km söder om huvudstaden London. Ferring ligger 2 meter över havet och antalet invånare är 4 480.
Terrängen runt Ferring är platt. Havet är nära Ferring åt sydost. Närmaste större samhälle är Worthing, 4,7 km öster om Ferring. 